# Гепарди
Гепардите (Acinonyx) са род бозайници от семейство Коткови. Днес те са представни само от един вид разпространен в Азия и Африка. В миналото представителите му обитавали и континентите Европа и Северна Америка. Според някои учени (Wozencraft, 1993) родът би следвало да се обособи като отделно подсемейство Acinonychinae. Други (Salles, 1992), (Johnson & O'Brien, 1997), (Bininda-Emonds et al., 1999) (Mattern and McLennan, 2000) смятат, че представителите на род Acinonyx имат общ произход с Puma concolor и Puma yagouaroundi и са тясно свързани помежду си.

## Видове
- Acinonyx aicha Geraads, 1997 †
- Acinonyx intermedius Thenius, 1954 †
- Acinonyx jubatus Schreber, 1775 - съвременен гепард
- Acinonyx kurteni Christiansen and Mazák, 2008[1] †
- Acinonyx pardinensis Croizet e Joubert, 1928 †